# Black Birn
Black Birn är en kulle i Storbritannien.   Den ligger i kommunen South Lanarkshire och riksdelen Skottland, i den centrala delen av landet, 500 km norr om huvudstaden London. Toppen på Black Birn är 373 meter över havet.
Terrängen runt Black Birn är platt västerut, men österut är den kuperad.Runt Black Birn är det ganska glesbefolkat, med 22 invånare per kvadratkilometer. Närmaste större samhälle är Livingston, 14,8 km norr om Black Birn. Trakten runt Black Birn består i huvudsak av gräsmarker.